# Euphoria (TV-serie)
Euphoria är en tv-serie från HBO, med Zendaya i huvudrollen som high school-studenten Rue, som kämpar med drogmissbruk och psykisk ohälsa. Hunter Schafer och Jacob Elordi spelar de största birollerna. Serien är skriven av Sam Levinson.
Serien hade premiär den 16 juni 2019. I juli 2019 fick serien kontrakt på en andra säsong. Den andra säsongen hade premiär den 9 januari 2022. I februari 2022 fick Euphoria kontrakt på en tredje säsong.

## Roller i urval
- Zendaya – Ruby "Rue" Bennet
- Maude Apatow – Alexis "Lexi" Howard
- Angus Cloud – Fezco "Fez" O'Neill
- Eric Dane – Cal Jacobs
- Alexa Demie – Madeleine "Maddy" Perez
- Jacob Elordi – Nathaniel "Nate" Jacobs
- Barbie Ferreira – Katherine "Kat" Hernandez
- Nika King – Leslie Bennett
- Storm Reid – Georgia "Gia" Bennett
- Hunter Schafer – Jules Vaughn
- Algee Smith – Christopher "Chris" McKay
- Sydney Sweeney – Cassandra "Cassie" Howard
- Colman Domingo – Ali Muhammed
- Javon "Wanna" Walton – Ashtray
- Austin Abrams – Ethan Daley
- Dominic Fike – Elliot
- Martha Kelly – Laurie
- Chloe Cherry – Faye
- Adewale Akinnuoye-Agbaje
- Toby Wallace